# 紫荆属
紫荆属为豆目豆科的一属，是落叶小乔木或灌木，早春未出叶时先开花，花蕾及话为玫瑰红色，缀满枝条，因此也叫“满条红”、“珊瑚树”。花为假蝶形花冠。非常壮观，在晋朝时即已经被引种为庭院树。花谢后密生绿色荚果，在树上一年不落，直到第二年春天，新花蕾出现才脱落。紫荆耐寒、耐热但不耐涝，叶为圆心形，花落时才吐芽。

## 形态
落叶乔木或灌木。芽叠生。单叶互生，全缘；叶脉掌状。花萼5齿裂，红色；花冠假蝶形，上部1瓣较小，下部2瓣较大；花蕊10，花丝分离。荚果扁带形；种子扁形。

## 分布
紫荆属约10余种，产北美、东亚及南欧；中国有七种。皆为美丽的观赏花卉。

## 习性
喜光，有一定耐寒性。喜肥沃、排水良好土壤，不耐淹。耐修剪。

## 繁殖栽培
用播种、分株、扦插、压条等方法，以播种为主。播前将种子进行80天左右的层积处理；春播后出芽很快。亦可在播前用温水浸种1昼夜，播后约一个月可出芽。在华北一年生幼苗应覆土过冬，第二年冬仍需要一定的保护。实生苗一般3年后可以开花。移栽一般在春季芽未萌动前或秋季落叶后，需适当带土球，保证成活。

## 经济用途
做观赏园林用，因开花时叶未发出，宜与常绿植物配景，或置于浅色物体前面，如白墙。树皮及花梗可以入药，有解毒消肿的作用。种子可以制农药，可以驱杀害虫。木材纹理直，结构细，可做家具建材。

## 文化

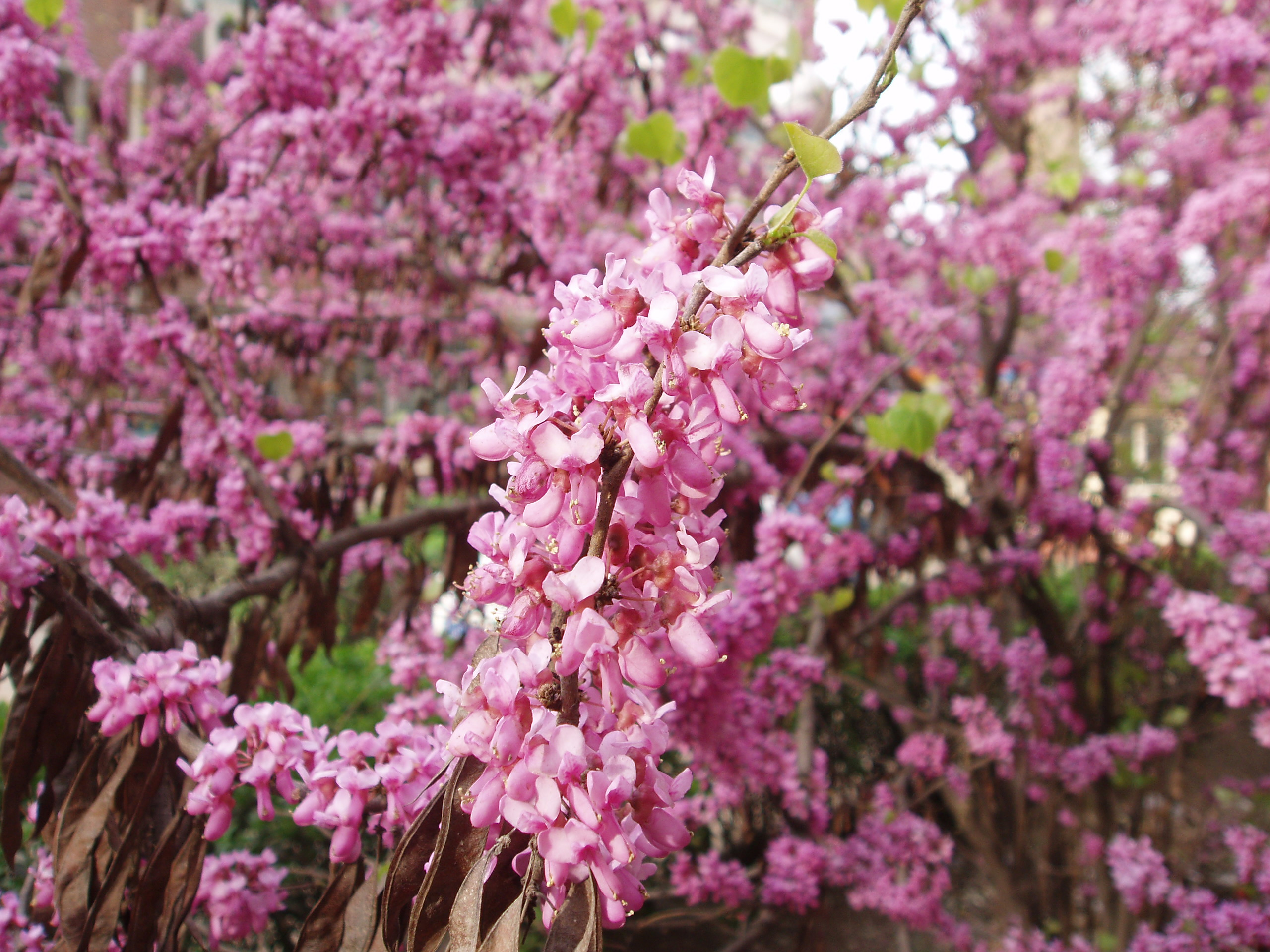
中国紫荆

中国紫荆（Cercis chinensis Bunge）原产中国， 乔木，高达十五米，胸径50cm，但一般作为灌木或小乔木栽植，有变种垂花紫荆花大，为粉红色；黄山紫荆花为粉红或乳白色。叶近圆形，长6－14cm，叶 端急尖，叶基心型，全缘，两面无毛。花4－10朵簇生于老枝上。荚果长5－14cm，沿腹缝线有窄翅。花期4月，叶前开放；果10月成熟。分布于湖北西部、辽宁南部、河北、陕西、河南、甘肃、广东、云南、四川等省。
加拿大紫荆原产北美，是小乔木，高可达12米，是最耐寒的品种，也有白花变种。初生的叶是紫红色，以后才逐渐变绿，因此也可以作为彩叶观赏植物。
南欧紫荆也被称为“犹大树”，据传说出卖耶稣的叛徒门徒犹大就是在这种树上吊死的，树因为感到羞耻，所有的白花全部变红了。
另外，有人称香港的区花为紫荆，只是張冠李戴而已，香港的区花为洋紫荆，是另外一种亚热带花卉，是同科羊蹄甲屬植物，不屬於紫荊屬。

## 分类
本属受承认的10个物种如下：
- 加拿大紫荆 Cercis canadensis L.
- 中国紫荆 Cercis chinensis Bunge
- 黃山紫荊 Cercis chingii Chun
- 广西紫荆 Cercis chuniana F.P.Metcalf
- 湖北紫荆 Cercis glabra Pamp.
- 阿富汗紫荆 Cercis griffithii Boiss.
- 西部紫荆 Cercis occidentalis Torr. ex A.Gray
- 加利福尼亚紫荆 Cercis orbiculata Greene
- 垂花紫荆 Cercis racemosa Oliv.
- 南歐紫荊 Cercis siliquastrum L.

## 以紫荆花为校花的大学
- 清华大学